# Generalkarta
En generalkarta är en översiktlig geografisk karta över ett större landområde med tillhörande vattenområden. Kartan kan visa ett landskap, en stat, en kontinent eller liknande. Begreppet innefattar särskilt äldre kartor. Motsats är detaljkarta. Förleden "general" härrör från latin generalis ("allmän, huvud-, stor-"). 
Sveriges första generalkarta upprättades 1688 av kartografen Carl Gripenhielm. Hans Gripenhielms generalkarta omfattade  Svea och Giöta Rÿke samt storfurstendömmet Finland, Lÿftland (Lettland), Est- och Ingermanland. Generalkartan från 1688 var inte avsedd för allmänheten, den betraktades som statshemlighet.